# Escuela Industrial Superior
La Escuela Industrial Superior dependiente de la Universidad Nacional del Litoral (UNL) y anexa a la Facultad de Ingeniería Química (FIQ) es una institución educativa pre-universitaria, una de las tantas existentes en Argentina, ubicada en la ciudad de Santa Fe.
En la actualidad, el plan de estudio vigente desde el año 2010 consta de 6 años de duración. Contempla un primer tramo de 3 años denominado como Ciclo Técnico Inicial que contempla una formación básica orientada a aspectos técnicos introductorios. Previo al segundo tramo de 3 años de la carrera, denominado Ciclo Técnico Superior, se realiza la elección de la especialidad por parte de cada estudiante y tiene como fin último brindar las herramientas y conocimientos teórico-prácticos que cada estudiante necesita para introducirse en el medio socio-productivo y laboral de la región. Esta instancia permite a los estudiantes elegir entre las siguientes tecnicaturas: Construcciones, Eléctrico-Mecánica y Química. Cada una de estas especialidades presenta una fuerte demanda en el medio socio productivo local y regional. 
Cabe destacar que mientras se mantuvieron en auge los proyectos para la construcción del Dique Paraná Medio también se dictó en la Escuela la Tecnicatura en Construcciones Hidráulicas.  

## Historia
Sus orígenes se remontan al último cuarto del siglo XIX cuando la República Argentina estaba terminando de afianzar sus instituciones. En este sentido, el período gestacional de la escuela se da desde 1885 a 1916. Su gran precursor fue el Profesor Enrique José Muzzio quién abrazó las ideas de Alberdi sobre la necesidad de establecer espacios pedagógicos diferentes al que predominaba en la educación nacional una educación de base normalista, que respondía a una república conservadora, con un nacionalismo de época positivista y oligárquico promotor de estudios superiores de corte exclusivamente humanístico de ciencias abstractas y accesible solo para elites, sostenido en términos económicos en un modelo agroexportador primario.
Este nuevo espacio correspondía a una visión de la educación en ciencias exactas y de artes aplicadas a la industria; un ideario progresista que tomaba las experiencias de Europa y América del Norte en plena industrialización.
Enrique Muzzio visionaba que el progreso de la nación no se podía sustentar en el modelo vigente, que era necesario promover la producción industrial de manufacturas con valor agregado, para lo que hacía falta una base científica y tecnológica según la concepción de Carlos PellegriniI.
En el medio de un debate de ideas sobre dos modelos de país diferentes, de una expansión demográfica muy grande de la provincia a partir del aluvión de inmigrantes -la mayoría europeos-, la proliferación de colonias agrícolas, un gran desarrollo de la producción agropecuaria y la instalación y desarrollo del ferrocarril comienza a construirse la educación técnica en nuestro país y en nuestra región.
En 1892, durante la gobernación de Rodolfo Freyre en Santa Fe, surge el “Taller de Trabajo Manual” dirigido por el profesor Enrique José Muzzio, quien en esta cruzada seguía trayendo experiencias como la de Esquina y Corrientes que lograron interesar aún más al Consejo de Educación Provincial. Esto culminó con la creación de la Escuela Industrial Provincial, con un plan de estudios de 3 años de duración y las asignaturas teórico-prácticas orientadas a la mecánica, herrería y carpintería.
A mediados de la primera década del siglo XX, también en la gobernación de Rodolfo Freyre, se produce un cambio sustancial: la denominación cambia a Escuela Industrial Central. El cambio no es solo de nombre; la institución pasa a depender del Ministerio de Instrucción Pública, se modifican los planes de estudio y sus ciclos complementando la educación del obrero de taller con el objetivo que sea integradora del individuo.
La Escuela fue creciendo en reconocimiento social y matrícula, prestigio que ameritó la compra de un terreno para un nuevo edificio: la manzana ubicada entre las calles Junín, 9 de julio, Santiago del Estero y 1° de Mayo. Allí se construyó el edificio inaugurado el 17 de diciembre de 1905 y donde actualmente funciona con algunas modificaciones.
Durante la gobernación de Antonio Echagüe, la provincia no contaba con los recursos presupuestarios para seguir sosteniendo la institución, por lo que se traspasa la escuela a la órbita de la Nación -mediante un convenio que consagraron el ingeniero Otto Krausse, como representante del gobierno nacional, y el diputado Marcial Candioti por el gobierno provincial–, la transferencia se formaliza el 23 de noviembre de 1909.
A partir de entonces, el nombre cambia a Escuela Industrial de la Nación y comienza a funcionar con la especialidad mecánica, incorporándose la especialidad construcciones en 1915 y química en 1930. Los alumnos provenían del Litoral y de todas las provincias del centro norte.
En medio de este avance, la Escuela es anexada a la Universidad Nacional del Litoral y a la Facultad de Química Industrial y Agrícola en el año 1919 lo que le dio aún más prestigio. Desde entonces la escuela ha soportado los vaivenes de políticas que promovían la industrialización y otras que la achataban.
Puede decirse que la escuela luego de este período gestacional, posee dos momentos en la historia del siglo XX en los que se desarrolla profundamente y se arraiga como institución de educación técnica. Ellos se manifiestan a partir de la depresión mundial de los años 30 con una caída de las importaciones del 60% que obligan a sustituirlas desarrollándose la industria liviana con empresas de capital nacional y algunos antiguos proveedores que entraban nuevamente al país. Esa situación produce un inevitable impacto en el sistema educativo. Hacia el año 1934, bajo la dirección del ingeniero Ángel Nigro, se define un plan de estudio y una estructura de la carrera -semejante al de la Escuela Industrial de Buenos Aires- con elogios a nivel nacional. De esta manera la escuela definitivamente dejaba de ser un taller de trabajos manuales, para ser formadora de profesionales.
Luego del año 1945, la industria muestra un crecimiento inédito, y al desarrollo del período anterior se le suma el de la industria pesada. Existe una fuerte apuesta a la Educación Técnica -la necesidad y la interrelación entre Educación y Trabajo- y se desarrollan las escuelas fábricas -muchas empresas importantes cuentan con su propia escuela técnica-.
Posteriormente, durante la etapa desarrollista, se radican en la zona empresas como la DKW, la Urvig y Tool Research demandante de mano de obra calificada y especialmente de Técnicos graduados de la escuela, que en muchos casos llegaron a ubicarse en puestos jerárquicos dentro de estas empresas - Fiat, Agua y Energía de la Nación, Ferrocarriles Argentinos, Dirección Provincial de Energía, Dirección de Obras y Servicios Públicos, Entes gubernamentales, entre otras-. Después de 1976 se estructura una política de desmantelamiento de la Industria Nacional y de la base científico-tecnológica que se había adquirido y que recién hoy se está revirtiendo.
Así transcurrieron más de 100 años de historia de la EIS, acompañando y soportando todos los embates de los cambios económicos que generaron avances y retrocesos en el desarrollo industrial del país.
El reconocimiento a los actores sociales que han mantenido la vigencia de la educación técnica a lo largo de su historia, funcionarios, directivos, sus docentes, los miles de egresados que en la actualidad suman sus esfuerzos para lograr la necesaria renovación que la ciencia y la técnica imponen desde los más diversos ámbitos de nuestro país y del exterior y que ligado a su sentido de pertenencia a  del Litoral hacen de  un contexto de producción de conocimientos en permanente y constante transformación que desde las aulas y talleres llevan adelante la ardua tarea orientada a la formación intelectual y laboral de los futuros profesionales.

## Autoridades de la Escuela (Período 2021-2025)

### Planta de Gestión
- Director: TCH Carlos LAVANCHY.
- Vicedirectora: Bioq. Mabel Liliana KOVALCHUK.
- Secretario Académico: Bioing. TME Eduardo Diego LÁZARO.
- Secretaria General: TQ Delia Beatríz Guadalupe IBARRA.
- Regente de Estudios (Turno mañana): Téc. Leonardo GALLAY.
- Regente de Estudios (Turno tarde): TC Maximiliano TROSSERO.
- Coordinador del Área de Extensión y Vinculación: Ing. TME Rubén Alberto CAÑELLAS.
- Coordinadora del Área de Bienestar EIS: Prof. TQ Ana Belén KNENBÜLHER.
- Coordinador del Área de Asuntos Estudiantiles: TQ Agustín Guido MAITRE.
- Jefa de Preceptores (Turno mañana): Prof. María Elisa GIMÉNEZ.
- Jefe de Preceptores (Turno tarde): Prof. Gustavo VAN PERDECK.

### Representantes al Consejo de Enseñanza Preuniversitaria de la UNL
Consejeros por el Estamento Docente (Período 2024-2025):
TITULAR
- Dra. Esp. Ing. TQ Charito Ivana VIGNATTI.

SUPLENTE
- Prof. Ana Belén GRAMAJO.

Consejeros por el Estamento Egresados (Período 2024-2025):
TITULAR
- TQ Agustín Guido MAITRE (Lista "Unidad EIS")

SUPLENTE
- Ing. TQ Camila CASSETTAI (Lista "Unidad EIS")

Consejeros por el Estamento Estudiantil (Período 2024):
TITULAR
- Alessio FERAZZOLI (Agrupación Franja Morada)

SUPLENTE
- Valentina CORONEL (Agrupación Franja Morada)

### Cuerpo Consultivo - Consejo Asesor
Consejeros por el Estamento Docente con Título Docente (Período 2024-2025):
TITULARES
- Prof. Gisela PERALTA.
- Prof. Verónica ZANETTA.
- Prof. Valentina JARA.

SUPLENTES
- Esp. Prof. María Alejandra SANTARRONE.
- Anal. Inf. Aplic. Patricia Andrea SCHAPSCHUK.
- Prof. Carina Patricia MAUMARY.

Consejeros por el Estamento Docente con Título Habilitante (Período 2024-2025):
TITULARES
- Ing. TQ Juan Carlos HEINEN.
- Bioq. Mariana YOSSEN.
- Esp. Ing. TME Carlos Alberto VELZI.

SUPLENTES
- Ing. TC Rodrigo ETCHEVARRÍA.
- Ing. Hugo Alberto ALLASIA.
- Dra. Esp. Ing. TQ Charito Ivana VIGNATTI.

Consejeros por el Estamento Egresados (Período 2024-2025):
TITULARES
- Lic. TME Andrés NOVERASCO (Lista "Unidad EIS")
- Prof. TME Lara LASAVE (Lista "Unidad EIS")
- Ing. TQ Sofía Inés DELCONTE (Lista "El lazo que nos une")

SUPLENTES
- TQ  Magalí POLETTI (Lista "Unidad EIS")
- Ing. TME Luciano SAVOIE (Lista "Unidad EIS")
- TC Francisco ULIBARRIE (Lista "El lazo que nos une")

Consejeros por el Estamento Estudiantil (Período 2024):
TITULARES
- Paola CERRUTO (Agrupación Isonomía)
- Sara IFRÁN (Agrupación Isonomía)
- Augusto CORREA (Agrupación Franja Morada)

SUPLENTES
- Emmanuel ROMANO (Agrupación Isonomía)
- Francisco ALONSO (Agrupación Isonomía)
- Ivo BIANCHI (Agrupación Franja Morada)

### Especialidades
- Construcciones:
  - Dirección: Ing. TC Mariana Gabriela ORLANDO.
  - Jefatura de Formación Técnico Profesional en Tecnologías y Estructuras: Ing. Marcelo Benito AVENDAÑO.
  - Jefatura de Formación Técnico Profesional en Diseño y Gestión Específica: Arq. Carlos María PACOR ALONSO.
- Mecánica-Eléctrica:
  - Dirección: Bioing. Damián Norberto CAFFARO.
  - Jefatura de Formación Técnico Profesional Específica: TME Santiago Ariel CHENA.
  - Jefatura de Formación Profesional: Ing. TME Rubén Alberto CAÑELLAS.
- Química:
  - Dirección: Ing. Federico Andrés YABALE.
  - Jefatura de Formación Técnico Profesional Específica: Ing. TQ Fabricio PASLAWSKI.
  - Jefatura de Formación Básica Orientada y Gestión Específica: Ing. TQ Paulina María Amelia TESSIO.

### Jefes de Área
- Matemática: Prof. María Laura RUÍZ.

- Lengua Nacional: Prof. Valeria ANDELIQUE.

- Lengua Extranjera: Prof. María Inés GIMÉNEZ.

- Ciencias Sociales: Prof. Ana Belén GRAMAJO.

- Ciencias Naturales: Esp. Ing. Elisabet Cynthia WERBUK.

- Dibujo: Arq. Carolina CEAGLIO.

- Física: (A designar).

- Informática: A.S.I. Gustavo Adolfo SBODIO .

### Jefe General de Talleres
- TME Cristian Leonardo LAVANCHY.

### Dependencias Administrativas
- Secretario Administrativo: Ing. A.U.S. Dardo Ariel ALBANI. (Prosecretario) (En uso de licencia).

- Jefa de Despacho y Mesa de Entradas: Natalia SIMÓN (Desempeñando las funciones).

- Jefatura de Alumnado: Sra. Mónica DÍAZ.

- Jefatura de Personal: Sra. Miriam Susana DELMENICO (Subjefa).

- Intendente: Sr. Rubén AMADO.

## Autoridades del Centro de Estudiantes (Período 2024)

### Conformación del Centro de Estudiantes de la Escuela Industrial Superior
El CEEIS está compuesto por un Cuerpo de Delegados, conformado por un delegado y un subdelegado por cada uno de los cursos de la EIS, desde los 7 primer años hasta los 9 sextos años. Además, cada año se eligen representantes estudiantiles que conforman la Comisión Directiva del CEEIS, compuesta por una Presidencia y 6 secretarías. Las elecciones se realizan por voto directo del estudiantado y las secretarías se reparten entre las agrupaciones siguiendo el Sistema d´Hondt. 
En la actualidad, las agrupaciones existentes en la EIS son: Visión (CEEIS), Isonomía (Consejo Asesor), Oasis (CEEIS) y Franja Morada (CEEIS y Consejos).

### Cuerpo de Delegados
- Presidencia: (Vacante).
- Vicepresidencia: (Vacante).

### Comisión Directiva
- Presidencia: Thomas GISBERT LÓPEZ (Agrupación Visión).
- Vicepresidencia: Benjamín ORGNANI (Agrupación Visión).
- Secretaría de Asuntos Estudiantiles: Joaquín BUSTOS (Agrupación Visión).
- Subsecretaría de Asuntos Estudiantiles: Avril STRADA (Agrupación Visión).
- Secretaría de Cultura: Giuliana CAROSSI (Agrupación Visión).
- Subsecretaría de Cultura: Candela BRILLONI (Agrupación Visión).
- Secretaría de Derechos Humanos, Género y Acción Social: Lucía HUJA (Agrupación Franja Morada).
- Subsecretaría de Derechos Humanos, Género y Acción Social: Esteban GUTIERREZ (Agrupación Franja Morada).
- Secretaría de Deportes y Recreación: Justino PINNOLA (Agrupación Oasis).
- Subsecretaría de Deportes y Recreación: Luciano STRINA (Agrupación Oasis).
- Secretaría de Prensa y Difusión: Vicente MAGGI (Agrupación Visión).
- Subsecretaría de Prensa y Difusión: Lautaro PAEZ (Agrupación Visión).
- Secretaría de Mantenimiento y Medio Ambiente: Rafael Agustín MALISANI (Agrupación Oasis).
- Subsecretaría de Mantenimiento y Medio Ambiente: Julieta MARTÍNEZ (Agrupación Oasis).